# Salvador Bernal
Salvador Bernal (Segovia, 1941.), španjolski doktor prava i novinar. Godine 1969. osnovao je Aceprensa te je redoviti suradnik raznih novina i časopisa u Španjolskoj. Autor je prvoga biografskog eseja o sv. Josemariji Escrivi de Balaguer. Njegove "Bilješke o životu utemeljitelja Opusa Del" prevedene su na mnoge jezike i prodane u više stotina tisuća primjeraka. Na hrvatski je to Bernalovo djelo preveo Milan Šesnić.